# Pietro Giovanni Abbati
Pietro Giovanni Abbati (* vor 1683 in Parma; † nach 1733) war ein italienischer Prospekt-, Dekorations- und Bühnenmaler sowie Kupferstecher, der von 1683 bis 1733 nachweisbar ist.

## Leben
Pietro Giovanni Abbati war ein Sohn von Bernardo Abbati und wurde in der zweiten Hälfte des 17. Jahrhunderts in Parma geboren. Er erhielt seine Erziehung im Dominikanerkloster San Pietro Martire in Parma. Die Ordensbrüder bemerkten Abbatis künstlerisches Talent und ließen ihn daher durch Ferdinando Galli-Bibiena ausbilden. Er wurde ähnlich vielseitig tätig wie sein Lehrer als Festdekorateur, Architekt und Maler.
Erstmals urkundlich bezeugt ist Abbati am 25. August 1683, wobei er als Zeuge aufgeführt ist. Anscheinend schätzte der Herzogshof von Parma Abbatis künstlerische Fähigkeiten, da er ihn 1706 mit einem Empfehlungsschreiben für einen Aufenthalt in Venedig ausstattete. In diese Zeit fallen auch Abbatis beide Publikationen von Bühnenbildern und Prospekten nach Entwürfen seines Lehrers Ferdinando Galli-Bibiena, u. a. Varie opere di prospettiva inventate da F. Galli raccolte di Pietro Abbati e intagliate da Carlo Antonio Buffagnotti (Bologna 1707).
1713 wurde Abbati Subprior der Turiner Lukasgilde. Im folgenden Jahr gestaltete er die Theaterdekorationen für das neue herzogliche Theater in Parma anlässlich der dortigen Aufführung von Giuseppe Maria Orlandinis  Oper Carlo, Re di Alemagna. Bei dieser Gelegenheit wurde er als vertrauter Diener des Herzogs von Parma bezeichnet. Er blieb ein Hofkünstler der Farnese und bezog von diesen ab November 1718 ein festes monatliches Einkommen von 73 Lire. Im Jahr 1727 jedoch wurde ihm dieses Gehalt nicht ausgezahlt. Für seine Beschaffung der Kostüme für eine Pferdetanzaufführung zu Ehren des Herzogs erhielt er im Januar 1733 laut einem Rechnungsbeleg 1500 Lire.
Als Bühnenmaler wirkte Abbati nicht nur in Parma, sondern u. a. auch in Urbania, Turin, Bologna und Wien. Er schuf auch Gemälde und Radierungen. In Parma  gab er Giuseppe Pellizzoli und Agostino Filippi Unterricht im Stechen.